# ラン＝ビウエ海軍航空基地
ラン＝ビウエ海軍航空基地（フランス語：Base d'aéronautique navale de Lann-Bihoué）は、フランスブルターニュ地域圏モルビアン県ロリアンにあるフランス海軍の航空基地。

## 歴史
1912年、いくつかの航空実演をまとめ整理することを目的とした第1航空委員会が創設され海軍航空隊の歴史はロリアンから始まることになる。
これらの実演の成功に伴い、1914年4月には海軍大臣が12個の水上機部隊のうちの一つに「ロリアン」の名を冠することを約束した。
第一次世界大戦中、海上交通の監視と潜水艦の動向に対応するためにロリアン航空海洋センター（CAML）が1917年4月に設けられて水上機が配備された。1917年6月にロワール川河口部を拠点にロワール空中哨戒を開始した。1920年12月にセンターは解散される。
1920年から1925年にかけて地中海戦隊の一部が演習のためブレストおよびシェルブールなどに展開した。1925年7月10日、ロリアンに基礎訓練基地が設置され、パイロットの初期訓練に供される。
このような経緯があって、ラン＝ビウエ飛行場の歴史は1938年から始まる。当時、ラン＝ビウエ村には飛行クラブが置かれ2本の滑走路と小さな乗降施設を使用していた。1940年にナチス・ドイツ軍がこの地に興味を示し、1941年3月から2,000m級の滑走路と格納庫の造成が始まり、この基地を「カリン＝バスタード（Kerlin-Bastard）」と呼称した。この基地に配備された航空機部隊の任務はロリアンに居るUボート乗員の安全確保やアイルランド行き輸送船団に対する攻撃であった。
1945年にフランス空軍が奪還し修復を始めた。
今日に至り、ラン＝ビウエ海軍航空基地はヨーロッパ有数の航空基地に成長している。2,000名の軍人に350名の民間人従業員、800ヘクタールの敷地に2,400mの主滑走路、1,700mの第2滑走路、プロムール（fr:Ploemeur）、ケヴァン（fr:Quéven）、ギデル（fr:Guidel）にまたがり外周21kmにおよぶ広大な施設となっている。
ブルトン音楽の楽団（fr、バガド）、バガド・ド・ラン＝ビウエ（fr）は、ラン＝ビウエ海軍航空基地内で1952年に誕生した。フランス海軍所属の楽団である。

## 配置部隊
- 第24F海軍航空隊（1952年6月 - 1954年4月）
- 第25F海軍航空隊（1953年3月 - 1983年7月）
- 第24F海軍航空隊（1954年10月 - 1998年8月）
- 第21F海軍航空隊（1958年6月 - 1959年2月）
- 第23F海軍航空隊（1961年1月 - ）
- 第4F海軍航空隊（1964年7月 - 1997年6月）
- 第12F海軍航空隊（1964年10月 - 1968年7月）
- 第14F海軍航空隊（1965年4月 - 1972年4月）
- 第4F海軍航空隊（2000年3月 - ）
- 第24F海軍航空隊（2000年3月 - ）

配備部隊はダッソー ファルコン 50を用いて海洋監視活動や捜索救難活動に従事している。